# Jurijs Popkovs
Jurijs Popkovs (Kiev, 6 luglio 1962) è un ex calciatore e allenatore di calcio lettone, di ruolo centrocampista.

## Carriera

### Calciatore

#### Club
In epoca sovietica esordì in Vysšaja Liga con la Dinamo Minsk. In seguito è passato al Daugava Riga, principale squadra lettone, dove è rimasto fino a dopo la ritrovata indipendenza della sua Nazione: col Daugava vinse la Pervaja Liga nel 1985, senza per altro ottenere l'accesso in Vysšaja Liga.
Passò quindi in Svezia, al Visby IF Gute, dove ottenne la promozione in Division 1 (terza serie svedese). Tornò quindi in patria, nel rifondato Daugava, noto inizialmente come Amstrig, dove chiuse la carriera.

#### Nazionale
rese parte alla prima storica partita della sua nazionale dopo la ritrovata indipendenza, l'amichevole contro la Romania disputata l'8 aprile 1992. Segnò la sua unica rete in nazionale nella gara di Coppa del Baltico contro la Lituania.
Giocò in tutto 18 partite in nazionale, segnando una rete.

### Allenatore
Nell'Amstrig / Daugava ebbe le doppie vesti di allenatore e giocatore, ottenendo due secondi posti.
Con la crisi finanziaria del Daugava passò al Metalurgs con cui ottenne altri due secondi posti (arrivando a quattro secondi posti consecutivi) e un terzo posto.
Dal 2001 andò quindi al PFK Daugava, club nato dalla fusione tra Policijas e la sua ex squadra del Daugava: in due stagioni ottenne un quinto e un sesto posto, prima che il club fallisse.
Allenò, quindi, lo Jūrmala in 1. Līga, vincendo immediatamente il campionato ed ottenendo la promozione in Virslīga. Rimase in questa squadra per altre tre stagioni, ottenendo come miglior risultato un quinto posto nel 2004.
Nel 2008 fu quindi al Blāzma, dove riuscì ad ottenere la salvezza solo dopo i play-out disputati contro il Tranzit.
Nel 2009 allenò per la prima volta all'estero, con il lituani del Tauras, ottenendo un quinto ed un quarto posto (con accesso alla Coppa UEFA).
Tornò quindi allo Jūrmala che, nel 2012, fu rinominato Daugava Riga, ottenendo due salvezze.

## Statistiche

### Cronologia presenze e reti in Nazionale
| Cronologia completa delle presenze e delle reti in nazionale ― Lettonia | Cronologia completa delle presenze e delle reti in nazionale ― Lettonia | Cronologia completa delle presenze e delle reti in nazionale ― Lettonia | Cronologia completa delle presenze e delle reti in nazionale ― Lettonia | Cronologia completa delle presenze e delle reti in nazionale ― Lettonia | Cronologia completa delle presenze e delle reti in nazionale ― Lettonia | Cronologia completa delle presenze e delle reti in nazionale ― Lettonia | Cronologia completa delle presenze e delle reti in nazionale ― Lettonia |
| Data                                                                    | Città                                                                   | In casa                                                                 | Risultato                                                               | Ospiti                                                                  | Competizione                                                            | Reti                                                                    | Note                                                                    |
| ----------------------------------------------------------------------- | ----------------------------------------------------------------------- | ----------------------------------------------------------------------- | ----------------------------------------------------------------------- | ----------------------------------------------------------------------- | ----------------------------------------------------------------------- | ----------------------------------------------------------------------- | ----------------------------------------------------------------------- |
| 8-4-1992                                                                | Bucarest                                                                | Romania                                                                 | 2 – 0                                                                   | Lettonia                                                                | Amichevole                                                              | -                                                                       |                                                                         |
| 26-5-1992                                                               | Attard                                                                  | Malta                                                                   | 1 – 0                                                                   | Lettonia                                                                | Amichevole                                                              | -                                                                       | 70’                                                                     |
| 10-7-1992                                                               | Liepāja                                                                 | Lettonia                                                                | 2 – 1                                                                   | Estonia                                                                 | Coppa del Baltico 1992                                                  | -                                                                       |                                                                         |
| 12-7-1992                                                               | Liepāja                                                                 | Lettonia                                                                | 2 – 3                                                                   | Lituania                                                                | Coppa del Baltico 1992                                                  | 1                                                                       |                                                                         |
| 12-8-1992                                                               | Riga                                                                    | Lettonia                                                                | 1 – 2                                                                   | Lituania                                                                | Qual. Mondiali 1994                                                     | -                                                                       |                                                                         |
| 23-8-1992                                                               | Riga                                                                    | Lettonia                                                                | 0 – 0                                                                   | Danimarca                                                               | Qual. Mondiali 1994                                                     | -                                                                       | 61’ 66’                                                                 |
| 9-9-1992                                                                | Dublino                                                                 | Irlanda                                                                 | 4 – 0                                                                   | Lettonia                                                                | Qual. Mondiali 1994                                                     | -                                                                       | 64’                                                                     |
| 23-9-1992                                                               | Riga                                                                    | Lettonia                                                                | 0 – 0                                                                   | Spagna                                                                  | Qual. Mondiali 1994                                                     | -                                                                       | 69’                                                                     |
| 28-10-1992                                                              | Vilnius                                                                 | Lituania                                                                | 1 – 1                                                                   | Lettonia                                                                | Qual. Mondiali 1994                                                     | -                                                                       | 73’                                                                     |
| 11-11-1992                                                              | Tirana                                                                  | Albania                                                                 | 1 – 1                                                                   | Lettonia                                                                | Qual. Mondiali 1994                                                     | -                                                                       | 46’                                                                     |
| 18-11-1992                                                              | Iława                                                                   | Polonia                                                                 | 1 – 0                                                                   | Lettonia                                                                | Amichevole                                                              | -                                                                       | 46’                                                                     |
| 16-12-1992                                                              | Siviglia                                                                | Spagna                                                                  | 5 – 0                                                                   | Lettonia                                                                | Qual. Mondiali 1994                                                     | -                                                                       |                                                                         |
| 15-5-1993                                                               | Riga                                                                    | Lettonia                                                                | 0 – 0                                                                   | Albania                                                                 | Qual. Mondiali 1994                                                     | -                                                                       |                                                                         |
| 2-6-1993                                                                | Riga                                                                    | Lettonia                                                                | 1 – 2                                                                   | Irlanda del Nord                                                        | Qual. Mondiali 1994                                                     | -                                                                       |                                                                         |
| 9-6-1993                                                                | Riga                                                                    | Lettonia                                                                | 0 – 2                                                                   | Irlanda                                                                 | Qual. Mondiali 1994                                                     | -                                                                       |                                                                         |
| 30-7-1994                                                               | Vilnius                                                                 | Estonia                                                                 | 0 – 2                                                                   | Lettonia                                                                | Coppa del Baltico 1994                                                  | -                                                                       | 67’                                                                     |
| 31-7-1994                                                               | Vilnius                                                                 | Lituania                                                                | 1 – 0                                                                   | Lettonia                                                                | Coppa del Baltico 1994                                                  | -                                                                       | 46’                                                                     |
| Totale                                                                  |                                                                         | Presenze                                                                | 18                                                                      |                                                                         | Reti                                                                    | 1                                                                       |                                                                         |

## Palmarès

### Calciatore

#### Club
- Pervaja Liga: 1

Daugava Riga: 1985

### Allenatore
- 1. Līga: 1

Jūrmala: 2003